# Die Grosse Entscheidungsshow
Die Grosse Entscheidungsshow was de Zwitserse voorronde om de bijdrage voor het Eurovisiesongfestival aan te wijzen van 2011 tot en met 2018. Het programma werd door de SRG SSR verzorgd. 

## Historie

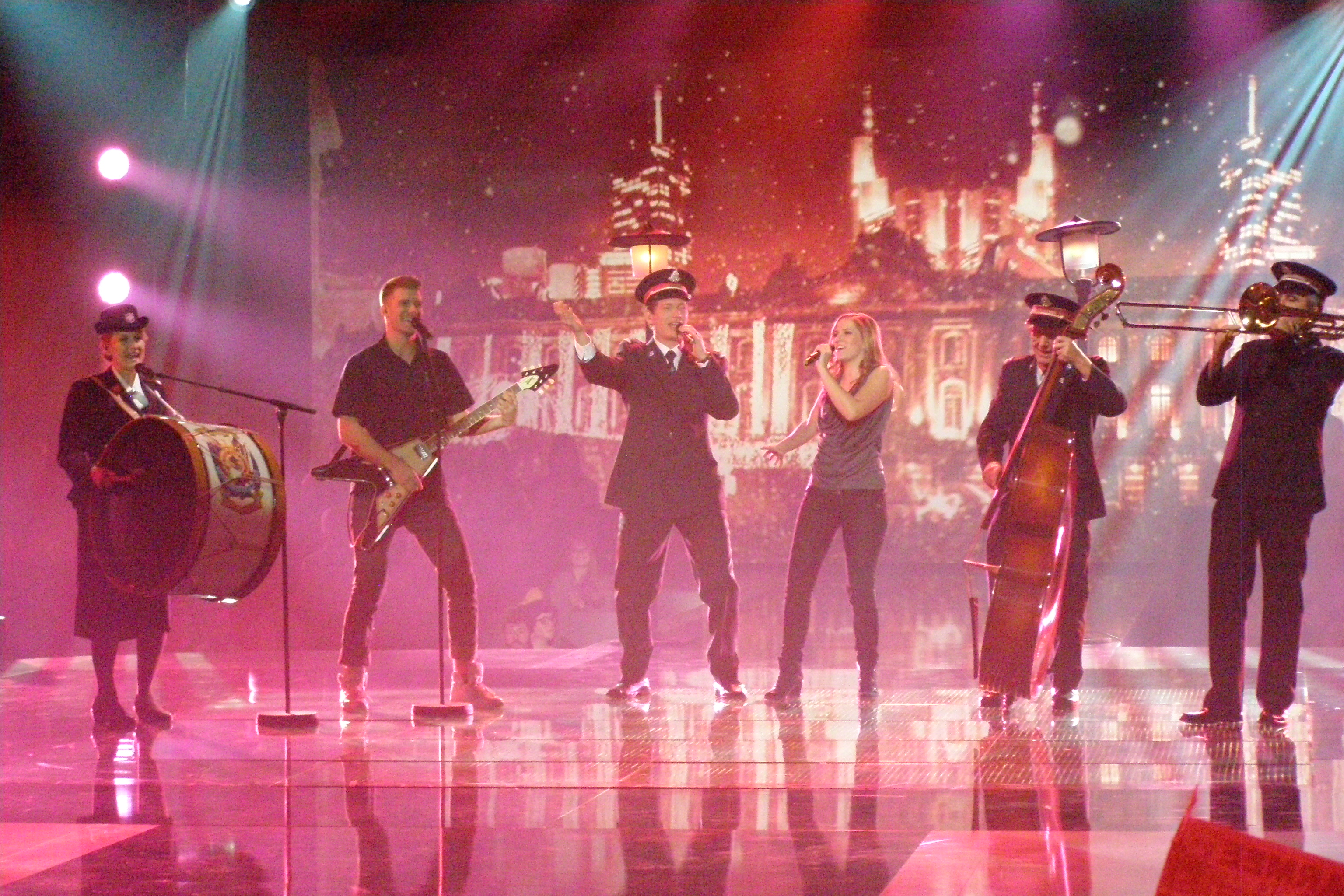
Heilsarmee tijdens Die Grosse Entscheidungsshow 2013

Nadat Zwitserland zijn kandidaat zes jaar intern geselecteerd had, kwam er weer een nationale finale. 
De eerste editie van Die Grosse Entscheidungsshow werd gehouden op 11 december 2010 en werd gewonnen door Anna Rossinelli met In love for a while. Op het Eurovisiesongfestival 2011 haalden de Zwitsers vervolgens voor het eerst sinds jaren weer de finale. Dit zorgde ervoor dat het geen eenmalige actie bleef. 
Een jaar later werd de groep Sinplus geselecteerd met Unbreakable. Dit lied kon echter geen potten breken op het Eurovisiesongfestival en bleef steken in de halve finale.
In 2013 won een opvallende act de selectieprocedure. De groep Heilsarmee, zes muzikanten die in het uniform van het Leger des Heils zongen, won met het nummer You and me. Tijdens het Eurovisiesongfestival mocht Heilsarmee niet in het uniform optreden, omdat het Leger des Heils als een politieke groepering werd gezien. Ook de naam "Heilsarmee", wat Duits is voor "Leger des Heils", mocht niet gebruikt worden en daarom werd de naam veranderd in "Takasa" (The Artists Known as Salvation Army; Nederlands: de artiesten die ook bekendstaan als Leger des Heils). De groep haalde de finale echter niet. 
Na twee keer de finale niet gehaald te hebben hadden de Zwitsers in 2014 meer geluk. Met de Italiaans sprekende Sebalter, zijn viool en zijn nummer Hunter of stars werd de beste prestatie sinds jaren geboekt: de dertiende plaats in de finale. De daaropvolgende jaren wist Zwitserland de finale evenwel niet meer te bereiken. Eind 2018 werd dan ook beslist om Die Grosse Entscheidungsshow af te voeren.

## Format
Tijdens Die Grosse Entscheidungsshow werkten de omroepen uit de vier verschillende talenregio's samen. 

### Regionale selectie
Elk omroep selecteerde op zijn eigen manier. De SRF hield (samen met de Reto-Romaanse omroep) een open selectie, waarin artiesten vanuit de hele wereld een liedje konden inzenden door middel van een online platform. Deelnemers konden hun liedje uploaden via een speciale site. Nadat de instuurperiode was afgelopen kon er door het publiek gestemd worden op diezelfde site. Een select groepje daarvan ging door naar de Expert Check. 
De Italiaanse omroep RTI en de Franse omroep RTS hielden allebei een regionale selectie, waarbij deelnemers uit de desbetreffende regio's een liedje konden inzenden. 

### Expertcheck
Tijdens de expertcheck werden de deelnemers die doorstootten vanuit de regionale finale uitgenodigd om hun liedje live te zingen voor een panel van experts. Hieruit werden een aantal liedjes gekozen die deel mochten nemen aan de finale van Die Grosse Entscheidungsshow.

### Finale
De finale was de enige fase van het selectieproces die ook daadwerkelijk werd uitgezonden op televisie. De winnaar werd geheel bepaald door het publiek.

## Winnaars
| Jaar | Artiest         | Liedje              |
| ---- | --------------- | ------------------- |
| 2011 | Anna Rossinelli | In love for a while |
| 2012 | Sinplus         | Unbreakable         |
| 2013 | Heilsarmee      | You and me          |
| 2014 | Sebalter        | Hunter of stars     |
| 2015 | Mélanie René    | Time to shine       |
| 2016 | Rykka           | Last of our kind    |
| 2017 | Timebelle       | Apollo              |
| 2018 | Zibbz           | Stones              |

Zie voor de uitslagen op het Eurovisiesongfestival, Zwitserland op het Eurovisiesongfestival.